# Trolleholms slott
Trolleholm is een kasteel in Svalöv, Skåne, in het zuiden van Zweden. Het landgoed bevat 110 huizen en beslaat 5000 hectare. Oorspronkelijk heette het kasteel Kattisnabbe en later Eriksholm. Het wordt voor het eerst genoemd in 1424 en was in de middeleeuwen een kloostergoed.
In de periode 1533-1680 was het huis in het bezit van de familie Thott en in de periode 1693-1770 van de familie Trolle, die het de huidige naam gaven. In 1806 ging het via vererving over aan de familie Trolle-Bonde, die het nog steeds bezit.